# Arvinhan
Arvinhan (francès Arvigna) és un municipi francès, situat a la regió d'Occitània, departament de l'Arieja.